# Tribunal régio
Em Portugal, durante o Antigo Regime, tribunal régio ou supremo tribunal era a dignidade ou estatuto dos altos órgãos do Estado - de natureza colegial e com competências executivas, judiciais e legislativas - que funcionavam sob a autoridade imediata do Monarca e nos quais este delegava a aplicação corrente de grande parte dos seus poderes soberanos. Os tribunais régios constituíam os elementos fundamentais do sistema polissinodal de governo que caraterizava a Monarquia Portuguesa durante o Antigo Regime. 
De observar que, na época, o termo "tribunal" aplicava-se num sentido mais lato, não se referindo apenas a um órgão judicial como é uso atual.
Formalmente, os tribunais régios eram presididos pelo próprio Monarca, ainda que, na prática, a presidência das sessões correntes fosse delegada num dos membros da administração do respetivo órgão. Uma vez que agiam em nome do Monarca, os tribunais régios tinham o tratamento de "Majestade".
Os tribunais régios dispunham assim de alargados poderes legislativos, executivos e judiciais, funcionando, na prática como os órgãos de governo do Reino. Entre os órgãos com a dignidade de tribunal régio incluíam-se diversos conselhos, juntas e tribunais judiciais, cada um dos quais se ocupava de um determinado setor governativo e judicial.
No final do século XVIII, os poderes dos tribunais régios, sobretudo ao nível executivo, foram sendo, progressivamente, assumidos pelos ministérios ou secretarias de Estado, com a organização do governo do Reino a aproximar-se dos moldes modernos.
Com o fim do regime absolutista e a separação de poderes decorrente da introdução da monarquia constitucional, desapareceu o conceito de tribunal régio. Os poderes executivos e legislativos, anteriormente dispersos pelos vários tribunais régios, foram concentrados, respetivamente, no Governo e no Parlamento. Alguns dos antigos tribunais régios, subsistiram, já sem aquele estatuto, como órgãos judiciais ou de caráter meramente consultivo.

## Principais tribunais régios
Entre os principais tribunais régios estavam:
- Mesa do Desembargo do Paço - supremo tribunal judicial do Reino;
- Casa da Suplicação - tribunal superior judicial para a região do Sul do Reino;
- Casa da Relação - tribunal superior judicial para a região Norte do Reino;
- Mesa da Consciência e Ordens - autoridade sobre as ordens religiosas;
- Tribunal do Santo Ofício - inicialmente, era um tribunal religioso, sendo depois transformado num tribunal régio;
- Conselho da Fazenda - responsável pela administração das finanças do Estado, alfândegas e pensões da Coroa;
- Conselho Ultramarino - responsável pelos assuntos financeiros, judiciais, militares e navais do Ultramar Português;
- Conselho de Guerra - responsável pelos assuntos militares, incluindo a justiça e disciplina militares;
- Junta dos Três Estados - responsável pela recolha e administração dos impostos destinados a pagar a defesa do Reino.
- Real Junta do Comércio, Agricultura, Fábricas e Navegação - responsável pela execução da política mercantil e pelos assuntos respeitantes ao comércio, agricultura, indústria, minas e navegação mercante;
- Conselho do Almirantado - responsável pela administração superior da Marinha e das suas dependências.
- Real Junta da Fazenda dos Arsenais do Exército - responsável pelo aprovisionamento do Arsenal do Exército e pela execução dos seus trabalhos.
- Conselho de Marinha - conselho superior de justiça da Marinha.
- Real Erário - tesouraria do Estado.